# 스코틀랜드의 최고궁내관

스코틀랜드의 최고궁내관(High Steward of Scotland)은 알바 왕국(스코틀랜드 왕국)의 궁내관이었다. 알바 국왕 데이비드 1세 재위시절인 1150년 발터 피츠앨런에게 처음 직위가 부여된 후 스튜어트가의 세습직이었다. 발터가 최고궁내관이 된 이래 궁내관을 뜻하는 스튜어트가 가문의 성씨가 되었다.
나중에 로버트 2세가 브루스 왕조의 뒤를 이어서 스코틀랜드 왕위를 계승한 뒤에는 왕세자 혹은 장자에게 부여되었다. 스코틀랜드 최고궁내관의 직위는 후에 로스시 공작도 겸하게 된다. (로버트 3세의 아들 로스시 공작 데이비드 스튜어트가 최초) 후일 하노버 왕조를 거쳐 윈저 왕조로도 이어졌다. 현직 스코틀랜드의 최고궁내관 타이틀은 웨일스 공 찰스가 보유하고 있다.